# Hugo Award for Best Novel
Der Hugo Award for Best Novel (Bester Roman) ist eine Kategorie des Hugo Award, eines jährlichen Literaturpreises für die besten Science-Fiction- oder Fantasy-Werke und Leistungen des Vorjahres, der auf der World Science Fiction Convention durch seine Mitglieder verliehen wird. Der Preis wird von der World Science Fiction Society verwaltet. Es ist nach Hugo Gernsback benannt, dem Gründer des bahnbrechenden Science-Fiction-Magazins Amazing Stories. Hugos wurden erstmals 1953 auf der 11. World Science Fiction Convention verliehen und werden seit 1955 jedes Jahr verliehen.
Die Auszeichnungen wurden ursprünglich in sieben Kategorien vergeben. Diese Kategorien haben sich im Laufe der Jahre geändert, und der Preis wird derzeit in siebzehn Kategorien für schriftliche Werke verliehen. Die Gewinner erhalten eine Trophäe, bestehend aus einem stilisierten Raketenschiff auf einem Sockel. Das Design der Trophäe ändert sich jedes Jahr, obwohl die Rakete selbst seit 1984 standardisiert ist. Die Hugo Awards gelten als „die wichtigste Auszeichnung im Science-Fiction-Genre“,  auf den Buchumschlägen der Preisträger ist der Gewinn der Auszeichnung meist vermerkt.

## Statistik
In der Geschichte der Preisverleihung wurden 49 Autoren mit dem Hugo Award für den besten Roman ausgezeichnet. Am häufigsten erhielt ihn Robert A. Heinlein – fünf Mal. Lois McMaster Bujold erhielt ihn vier Mal.

## Gewinner und Finalisten
Die Gewinner der jeweiligen Jahre sind  gelb unterlegt.
| 2020er | 2020er                                | 2020er                                                          | 2020er                                                            |
| Jahr   | Autor                                 | Originaltitel                                                   | Deutsche Ausgabe                                                  |
| ------ | ------------------------------------- | --------------------------------------------------------------- | ----------------------------------------------------------------- |
| 2025   | Robert Jackson Bennett                | The Tainted Cup                                                 | The Tainted Cup                                                   |
| 2025   | Adrian Tchaikovsky                    | Alien Clay                                                      |                                                                   |
| 2025   | Kaliane Bradley                       | The Ministry of Time                                            |                                                                   |
| 2025   | Adrian Tchaikovsky                    | Service Model                                                   |                                                                   |
| 2025   | John Wiswell                          | Someone You Can Build a Nest In                                 |                                                                   |
| 2025   | T. Kingfisher                         | A Sorceress Comes to Call                                       |                                                                   |
| 2024   | Emily Tesh                            | Some Desperate Glory                                            | Die letzte Heldin                                                 |
| 2024   | S. A. Chakraborty                     | The Adventures of Amina al-Sirafi                               | Die Abenteuer der Piratin Amina al-Sirafi                         |
| 2024   | Vajra Chandrasekera                   | The Saint of Bright Doors                                       |                                                                   |
| 2024   | John Scalzi                           | Starter Villain                                                 |                                                                   |
| 2024   | Ann Leckie                            | Translation State                                               |                                                                   |
| 2024   | Martha Wells                          | Witch King                                                      |                                                                   |
| 2023   | T. Kingfisher                         | Nettle & Bone                                                   | Wie man einen Prinzen tötet                                       |
| 2023   | Silvia Moreno-Garcia                  | The Daughter of Doctor Moreau                                   | Die Tochter des Doktor Moreau                                     |
| 2023   | John Scalzi                           | The Kaiju Preservation Society                                  | Die Gesellschaft zur Erhaltung der Kaijū-Monster                  |
| 2023   | Travis Baldree                        | Legends & Lattes                                                | Magie und Milchschaum                                             |
| 2023   | Tamsyn Muir                           | Nona the Ninth                                                  |                                                                   |
| 2023   | Mary Robinette Kowal                  | The Spare Man                                                   |                                                                   |
| 2022   | Arkady Martine                        | A Desolation Called Peace                                       | Am Abgrund des Krieges                                            |
| 2022   | Becky Chambers                        | The Galaxy, and the Ground Within                               | Die Galaxie und das Licht darin                                   |
| 2022   | Ryka Aoki                             | Light From Uncommon Stars                                       | Das Licht ungewöhnlicher Sterne                                   |
| 2022   | P. Djèlí Clark                        | A Master of Djinn                                               | Meister der Dschinn                                               |
| 2022   | Andy Weir                             | Project Hail Mary                                               | Der Astronaut                                                     |
| 2022   | Shelley Parker-Chan                   | She Who Became the Sun                                          | She Who Became the Sun: Der Strahlende Kaiser                     |
| 2021   | Martha Wells                          | Network Effect                                                  | Der Netzwerkeffekt                                                |
| 2021   | Rebecca Roanhorse                     | Black Sun                                                       |                                                                   |
| 2021   | N. K. Jemisin                         | The City We Became                                              | Die Wächterinnen von New York                                     |
| 2021   | Tamsyn Muir                           | Harrow the Ninth                                                | Ich bin Harrow                                                    |
| 2021   | Susanna Clarke                        | Piranesi                                                        | Piranesi                                                          |
| 2021   | Mary Robinette Kowal                  | The Relentless Moon                                             |                                                                   |
| 2020   | Arkady Martine                        | A Memory Called Empire                                          | Im Herzen des Imperiums                                           |
| 2020   | Charlie Jane Anders                   | The City in the Middle of the Night                             |                                                                   |
| 2020   | Tamsyn Muir                           | Gideon the Ninth                                                | Ich bin Gideon                                                    |
| 2020   | Kameron Hurley                        | The Light Brigade                                               | Soldaten im Licht                                                 |
| 2020   | Seanan McGuire                        | Middlegame                                                      |                                                                   |
| 2020   | Alix E. Harrow                        | The Ten Thousand Doors of January                               | Die zehntausend Türen                                             |
| 2010er |                                       |                                                                 |                                                                   |
| Jahr   | Autor                                 | Originaltitel                                                   | Deutsche Ausgabe                                                  |
| 2019   | Mary Robinette Kowal                  | The Calculating Stars                                           | Die Berechnung der Sterne                                         |
| 2019   | Becky Chambers                        | Record of a Spaceborn Few                                       | Unter uns die Nacht                                               |
| 2019   | Yoon Ha Lee                           | Revenant Gun                                                    |                                                                   |
| 2019   | Catherynne M. Valente                 | Space Opera                                                     | Space opera                                                       |
| 2019   | Naomi Novik                           | Spinning Silver                                                 | Das kalte Reich des Silbers                                       |
| 2019   | Rebecca Roanhorse                     | Trail of Lightning                                              | Jägerin des Sturms                                                |
| 2018   | N. K. Jemisin                         | The Stone Sky                                                   | Steinerner Himmel                                                 |
| 2018   | John Scalzi                           | The Collapsing Empire                                           | Kollaps                                                           |
| 2018   | Kim Stanley Robinson                  | New York 2140                                                   | New York 2140                                                     |
| 2018   | Ann Leckie                            | Provenance                                                      |                                                                   |
| 2018   | Yoon Ha Lee                           | Raven Stratagem                                                 |                                                                   |
| 2018   | Mur Lafferty                          | Six Wakes                                                       | Das sechste Erwachen                                              |
| 2017   | N. K. Jemisin                         | The Obelisk Gate                                                | Brennender Fels                                                   |
| 2017   | Charlie Jane Anders                   | All the Birds in the Sky                                        | Alle Vögel unter dem Himmel                                       |
| 2017   | Becky Chambers                        | A Closed and Common Orbit                                       | Zwischen zwei Sternen                                             |
| 2017   | Cixin Liu                             | Death's End                                                     | Jenseits der Zeit                                                 |
| 2017   | Yoon Ha Lee                           | Ninefox Gambit                                                  |                                                                   |
| 2017   | Ada Palmer                            | Too Like the Lightning                                          | Dem Blitz zu nah. Eine Erzählung der Ereignisse aus dem Jahr 2454 |
| 2016   | N. K. Jemisin                         | The Fifth Season                                                | Zerrissene Erde                                                   |
| 2016   | Jim Butcher                           | The Aeronaut's Windlass                                         | Windjäger                                                         |
| 2016   | Ann Leckie                            | Ancillary Mercy                                                 | Das Imperium                                                      |
| 2016   | Neal Stephenson                       | Seveneves                                                       | Amalthea                                                          |
| 2016   | Naomi Novik                           | Uprooted                                                        | Das dunkle Herz des Waldes                                        |
| 2015   | Liu Cixin                             | The Three-Body Problem                                          | Die drei Sonnen                                                   |
| 2015   | Ann Leckie                            | Ancillary Sword                                                 | Die Mission                                                       |
| 2015   | Kevin J. Anderson                     | The Dark Between the Stars                                      |                                                                   |
| 2015   | Katherine Addison                     | The Goblin Emperor                                              | Der Winterkaiser                                                  |
| 2015   | Jim Butcher                           | Skin Game                                                       | Blendwerk                                                         |
| 2015   | Marko Kloos                           | Lines of Departure                                              | Alien Wars – Planetenjagd                                         |
| 2014   | Ann Leckie                            | Ancillary Justice                                               | Die Maschinen                                                     |
| 2014   | Charles Stross                        | Neptune's Brood                                                 |                                                                   |
| 2014   | Mira Grant                            | Parasite                                                        |                                                                   |
| 2014   | Larry Correia                         | Warbound                                                        |                                                                   |
| 2014   | Robert Jordan & Brandon Sanderson     | The Wheel of Time                                               | Das Rad der Zeit                                                  |
| 2013   | John Scalzi                           | Redshirts: A Novel with Three Codas                             | Redshirts                                                         |
| 2013   | Kim Stanley Robinson                  | 2312                                                            | 2312                                                              |
| 2013   | Mira Grant                            | Blackout                                                        | Blackout – Kein Entrinnen                                         |
| 2013   | Lois McMaster Bujold                  | Captain Vorpatril's Alliance                                    |                                                                   |
| 2013   | Saladin Ahmed                         | Throne of the Crescent Moon                                     | Das Schwert der Dämmerung                                         |
| 2012   | Jo Walton                             | Among Others                                                    | In einer anderen Welt                                             |
| 2012   | George R. R. Martin                   | A Dance with Dragons                                            | Der Sohn des Greifen und Ein Tanz mit Drachen                     |
| 2012   | Mira Grant                            | Deadline                                                        | Deadline – Tödliche Wahrheit                                      |
| 2012   | China Miéville                        | Embassytown                                                     | Stadt der Fremden                                                 |
| 2012   | James S. A. Corey                     | Leviathan Wakes                                                 | Leviathan erwacht                                                 |
| 2011   | Connie Willis                         | Blackout und All Clear                                          | Dunkelheit und Licht                                              |
| 2011   | Lois McMaster Bujold                  | Cryoburn                                                        |                                                                   |
| 2011   | Ian McDonald                          | The Dervish House                                               |                                                                   |
| 2011   | Mira Grant                            | Feed                                                            | Feed – Viruszone                                                  |
| 2011   | N. K. Jemisin                         | The Hundred Thousand Kingdoms                                   | Die Erbin der Welt                                                |
| 2010   | China Miéville                        | The City & the City                                             | Die Stadt & Die Stadt                                             |
| 2010   | Paolo Bacigalupi                      | The Windup Girl                                                 | Biokrieg                                                          |
| 2010   | Cherie Priest                         | Boneshaker                                                      | Boneshaker                                                        |
| 2010   | Robert Charles Wilson                 | Julian Comstock: A Story of 22nd-Century America                | Julian Comstock                                                   |
| 2010   | Catherynne M. Valente                 | Palimpsest                                                      |                                                                   |
| 2010   | Robert J. Sawyer                      | WWW: Wake                                                       |                                                                   |
| 2000er |                                       |                                                                 |                                                                   |
| Jahr   | Autor                                 | Originaltitel                                                   | Deutsche Ausgabe                                                  |
| 2009   | Neil Gaiman                           | The Graveyard Book                                              | Das Graveyard-Buch                                                |
| 2009   | Neal Stephenson                       | Anathem                                                         | Anathem                                                           |
| 2009   | Cory Doctorow                         | Little Brother                                                  | Little Brother                                                    |
| 2009   | Charles Stross                        | Saturn's Children                                               | Kinder des Saturn                                                 |
| 2009   | John Scalzi                           | Zoe's Tale                                                      | Zwischen den Sternen                                              |
| 2008   | Michael Chabon                        | The Yiddish Policemen's Union                                   | Die Vereinigung jiddischer Polizisten                             |
| 2008   | Ian McDonald                          | Brasyl                                                          |                                                                   |
| 2008   | Charles Stross                        | Halting State                                                   | Du bist tot                                                       |
| 2008   | John Scalzi                           | The Last Colony                                                 | Die letzte Kolonie                                                |
| 2008   | Robert J. Sawyer                      | Rollback                                                        |                                                                   |
| 2007   | Vernor Vinge                          | Rainbows End                                                    | Das Ende des Regenbogens                                          |
| 2007   | Peter Watts                           | Blindsight                                                      | Blindflug                                                         |
| 2007   | Michael F. Flynn                      | Eifelheim                                                       |                                                                   |
| 2007   | Charles Stross                        | Glasshouse                                                      | Glashaus                                                          |
| 2007   | Naomi Novik                           | His Majesty's Dragon                                            | Drachenbrut                                                       |
| 2006   | Robert Charles Wilson                 | Spin                                                            | Spin                                                              |
| 2006   | Charles Stross                        | Accelerando                                                     | Accelerando                                                       |
| 2006   | George R. R. Martin                   | A Feast for Crows                                               | Krähenfest                                                        |
| 2006   | Ken MacLeod                           | Learning the World                                              |                                                                   |
| 2006   | John Scalzi                           | Old Man's War                                                   | Krieg der Klone                                                   |
| 2005   | Susanna Clarke                        | Jonathan Strange & Mr Norrell                                   | Jonathan Strange & Mr Norrell                                     |
| 2005   | Iain M. Banks                         | The Algebraist                                                  | Der Algebraist                                                    |
| 2005   | China Miéville                        | Iron Council                                                    | Der eiserne Rat                                                   |
| 2005   | Charles Stross                        | Iron Sunrise                                                    | Supernova                                                         |
| 2005   | Ian McDonald                          | River of Gods                                                   | Cyberabad                                                         |
| 2004   | Lois McMaster Bujold                  | Paladin of Souls                                                | Paladin der Seelen                                                |
| 2004   | Robert Charles Wilson                 | Blind Lake                                                      | Quarantäne                                                        |
| 2004   | Robert J. Sawyer                      | Humans                                                          |                                                                   |
| 2004   | Dan Simmons                           | Ilium                                                           | Ilium                                                             |
| 2004   | Charles Stross                        | Singularity Sky                                                 | Singularität                                                      |
| 2003   | Robert J. Sawyer                      | Hominids                                                        | Die Neanderthal-Parallaxe                                         |
| 2003   | Michael Swanwick                      | Bones of the Earth                                              |                                                                   |
| 2003   | David Brin                            | Kiln People                                                     | Copy                                                              |
| 2003   | China Miéville                        | The Scar                                                        | Die Narbe und Leviathan                                           |
| 2003   | Kim Stanley Robinson                  | The Years of Rice and Salt                                      |                                                                   |
| 2002   | Neil Gaiman                           | American Gods                                                   | American Gods                                                     |
| 2002   | Robert Charles Wilson                 | The Chronoliths                                                 | Die Chronolithen                                                  |
| 2002   | Ken MacLeod                           | Cosmonaut Keep                                                  |                                                                   |
| 2002   | Lois McMaster Bujold                  | The Curse of Chalion                                            | Chalions Fluch                                                    |
| 2002   | Connie Willis                         | Passage                                                         |                                                                   |
| 2002   | China Miéville                        | Perdido Street Station                                          | Perdido Street Station                                            |
| 2001   | J. K. Rowling                         | Harry Potter and the Goblet of Fire                             | Harry Potter und der Feuerkelch                                   |
| 2001   | Robert J. Sawyer                      | Calculating God                                                 |                                                                   |
| 2001   | Nalo Hopkinson                        | Midnight Robber                                                 |                                                                   |
| 2001   | Ken MacLeod                           | The Sky Road                                                    |                                                                   |
| 2001   | George R. R. Martin                   | A Storm of Swords                                               | Sturm der Schwerter und Die Königin der Drachen                   |
| 2000   | Vernor Vinge                          | A Deepness in the Sky                                           | Eine Tiefe am Himmel                                              |
| 2000   | Lois McMaster Bujold                  | A Civil Campaign                                                | Botschafter des Imperiums                                         |
| 2000   | Neal Stephenson                       | Cryptonomicon                                                   | Cryptonomicon                                                     |
| 2000   | Greg Bear                             | Darwin's Radio                                                  | Das Darwin-Virus                                                  |
| 2000   | J. K. Rowling                         | Harry Potter and the Prisoner of Azkaban                        | Harry Potter und der Gefangene von Askaban                        |
| 1990er |                                       |                                                                 |                                                                   |
| Jahr   | Autor                                 | Originaltitel                                                   | Deutsche Ausgabe                                                  |
| 1999   | Connie Willis                         | To Say Nothing of the Dog                                       | Die Farben der Zeit                                               |
| 1999   | Mary Doria Russell                    | Children of God                                                 | Gottes Kinder                                                     |
| 1999   | Robert Charles Wilson                 | Darwinia                                                        | Darwinia                                                          |
| 1999   | Bruce Sterling                        | Distraction                                                     | Brennendes Land                                                   |
| 1999   | Robert J. Sawyer                      | Factoring Humanity                                              |                                                                   |
| 1998   | Joe Haldeman                          | Forever Peace                                                   | Der ewige Friede                                                  |
| 1998   | Walter Jon Williams                   | City on Fire                                                    |                                                                   |
| 1998   | Robert J. Sawyer                      | Frameshift                                                      |                                                                   |
| 1998   | Michael Swanwick                      | Jack Faust                                                      |                                                                   |
| 1998   | Dan Simmons                           | The Rise of Endymion                                            | Endymion – Die Auferstehung                                       |
| 1997   | Kim Stanley Robinson                  | Blue Mars                                                       | Blauer Mars                                                       |
| 1997   | Bruce Sterling                        | Holy Fire                                                       | Heiliges Feuer                                                    |
| 1997   | Lois McMaster Bujold                  | Memory                                                          | Viren des Vergessens                                              |
| 1997   | Elizabeth Moon                        | Remnant Population                                              | Die letzte Siedlerin                                              |
| 1997   | Robert J. Sawyer                      | Starplex                                                        |                                                                   |
| 1996   | Neal Stephenson                       | The Diamond Age                                                 | Diamond Age. Die Grenzwelt                                        |
| 1996   | David Brin                            | Brightness Reef                                                 | Sternenriff & Fremder der fünf Galaxien                           |
| 1996   | Connie Willis                         | Remake                                                          |                                                                   |
| 1996   | Robert J. Sawyer                      | The Terminal Experiment                                         | Die dritte Simulation                                             |
| 1996   | Stephen Baxter                        | The Time Ships                                                  | Zeitschiffe                                                       |
| 1995   | Lois McMaster Bujold                  | Mirror Dance                                                    | Spiegeltanz                                                       |
| 1995   | Nancy Kress                           | Beggars and Choosers                                            | Bettler und Sucher                                                |
| 1995   | Michael Bishop                        | Brittle Innings                                                 | Brüchige Siege                                                    |
| 1995   | John Barnes                           | Mother of Storms                                                | Die Mutter aller Stürme                                           |
| 1995   | James Morrow                          | Towing Jehovah                                                  | Das Gottesmahl                                                    |
| 1994   | Kim Stanley Robinson                  | Green Mars                                                      | Grüner Mars                                                       |
| 1994   | Nancy Kress                           | Beggars In Spain                                                | Bettler in Spanien                                                |
| 1994   | David Brin                            | Glory Season                                                    | Die Clans von Stratos                                             |
| 1994   | Greg Bear                             | Moving Mars                                                     | Heimat Mars                                                       |
| 1994   | William Gibson                        | Virtual Light                                                   | Virtuelles Licht                                                  |
| 1993   | Connie Willis                         | Doomsday Book                                                   | Die Jahre des Schwarzen Todes                                     |
| 1993   | Vernor Vinge                          | A Fire Upon the Deep                                            | Ein Feuer auf der Tiefe                                           |
| 1993   | Maureen F. McHugh                     | China Mountain Zhang                                            | ABC Zhang                                                         |
| 1993   | Kim Stanley Robinson                  | Red Mars                                                        | Roter Mars                                                        |
| 1993   | John Varley                           | Steel Beach                                                     | Stahl-Paradies                                                    |
| 1992   | Lois McMaster Bujold                  | Barrayar                                                        | Barrayar                                                          |
| 1992   | Anne McCaffrey                        | All the Weyrs of Pern                                           | Die Weyr von Pern                                                 |
| 1992   | Emma Bull                             | Bone Dance                                                      |                                                                   |
| 1992   | Michael Swanwick                      | Stations of the Tide                                            | In Zeiten der Flut                                                |
| 1992   | Joan D. Vinge                         | The Summer Queen                                                | Die Sommerkönigin: Der Wandel der Welt                            |
| 1992   | Orson Scott Card                      | Xenocide                                                        | Xenozid                                                           |
| 1991   | Lois McMaster Bujold                  | The Vor Game                                                    | Der Prinz und der Söldner                                         |
| 1991   | David Brin                            | Earth                                                           | Erde                                                              |
| 1991   | Dan Simmons                           | The Fall of Hyperion                                            | Das Ende von Hyperion                                             |
| 1991   | Greg Bear                             | Queen of Angels                                                 | Königin der Engel                                                 |
| 1991   | Michael P. Kube-McDowell              | The Quiet Pools                                                 | Diaspora                                                          |
| 1990   | Dan Simmons                           | Hyperion                                                        | Hyperion                                                          |
| 1990   | Poul Anderson                         | The Boat of a Million Years                                     | Zeitfahrer                                                        |
| 1990   | George Alec Effinger                  | A Fire in the Sun                                               | Ein Feuer in der Sonne                                            |
| 1990   | Sheri S. Tepper                       | Grass                                                           | Gras                                                              |
| 1990   | Orson Scott Card                      | Prentice Alvin                                                  | Der magische Pflug                                                |
| 1980er |                                       |                                                                 |                                                                   |
| Jahr   | Autor                                 | Originaltitel                                                   | Deutsche Ausgabe                                                  |
| 1989   | C. J. Cherryh                         | Cyteen                                                          | Cyteen                                                            |
| 1989   | Lois McMaster Bujold                  | Falling Free                                                    | Die Quaddies von Cay Habitat                                      |
| 1989   | Bruce Sterling                        | Islands in the Net                                              | Inseln im Netz                                                    |
| 1989   | William Gibson                        | Mona Lisa Overdrive                                             | Mona Lisa Overdrive                                               |
| 1989   | Orson Scott Card                      | Red Prophet                                                     | Der Rote Prophet                                                  |
| 1989   | P. J. Beese & Todd Cameron Hamilton   | The Guardsman (Nominierung zurückgezogen)                       |                                                                   |
| 1988   | David Brin                            | The Uplift War                                                  | Entwicklungskrieg                                                 |
| 1988   | Greg Bear                             | The Forge of God                                                | Schmiede Gottes                                                   |
| 1988   | Orson Scott Card                      | Seventh Son                                                     | Der siebente Sohn                                                 |
| 1988   | Gene Wolfe                            | The Urth of the New Sun                                         | Die Urth der neuen Sonne                                          |
| 1988   | George Alec Effinger                  | When Gravity Fails                                              | Das Ende der Schwere                                              |
| 1987   | Orson Scott Card                      | Speaker for the Dead                                            | Sprecher für die Toten                                            |
| 1987   | L. Ron Hubbard                        | Black Genesis                                                   |                                                                   |
| 1987   | William Gibson                        | Count Zero                                                      | Biochips                                                          |
| 1987   | Vernor Vinge                          | Marooned in Realtime                                            | Gestrandet in der Realzeit                                        |
| 1987   | Bob Shaw                              | The Ragged Astronauts                                           | Die Heißluft-Astronauten                                          |
| 1986   | Orson Scott Card                      | Ender's Game                                                    | Das große Spiel                                                   |
| 1986   | Greg Bear                             | Blood Music                                                     | Blutmusik                                                         |
| 1986   | C. J. Cherryh                         | Cuckoo's Egg                                                    | Das Kuckucksei                                                    |
| 1986   | Larry Niven & Jerry Pournelle         | Footfall                                                        | Fußfall                                                           |
| 1986   | David Brin                            | The Postman                                                     | Gordons Berufung                                                  |
| 1985   | William Gibson                        | Neuromancer                                                     | Neuromancer                                                       |
| 1985   | David R. Palmer                       | Emergence                                                       |                                                                   |
| 1985   | Larry Niven                           | The Integral Trees                                              | Der schwebende Wald                                               |
| 1985   | Robert A. Heinlein                    | Job: A Comedy of Justice                                        | Das neue Buch Hiob                                                |
| 1985   | Vernor Vinge                          | The Peace War                                                   | Der Friedenskrieg                                                 |
| 1984   | David Brin                            | Startide Rising                                                 | Sternenflut                                                       |
| 1984   | John Varley                           | Millennium                                                      | Millenium: eine Jahrtausendliebe                                  |
| 1984   | Anne McCaffrey                        | Moreta: Dragonlay of Pern                                       | Moreta – Die Drachenherrin von Pern                               |
| 1984   | Isaac Asimov                          | The Robots of Dawn                                              | Der Aufbruch zu den Sternen                                       |
| 1984   | R. A. MacAvoy                         | Tea with the Black Dragon                                       | Stelldichein beim schwarzen Drachen                               |
| 1983   | Isaac Asimov                          | Foundation's Edge                                               | Die Suche nach der Erde                                           |
| 1983   | Arthur C. Clarke                      | 2010: Odyssey Two                                               | Odyssee 2010 – Das Jahr, in dem wir Kontakt aufnehmen             |
| 1983   | Donald Kingsbury                      | Courtship Rite                                                  | Die Riten der Minne                                               |
| 1983   | Robert A. Heinlein                    | Friday                                                          | Freitag                                                           |
| 1983   | C. J. Cherryh                         | The Pride of Chanur                                             | Das Schiff der Chanur                                             |
| 1983   | Gene Wolfe                            | The Sword of the Lictor                                         | Das Schwert des Liktors                                           |
| 1982   | C. J. Cherryh                         | Downbelow Station                                               | Pells Stern                                                       |
| 1982   | Gene Wolfe                            | The Claw of the Conciliator                                     | Die Klaue des Schlichters                                         |
| 1982   | John Crowley                          | Little, Big                                                     | Little Big oder Das Parlament der Feen                            |
| 1982   | Julian May                            | The Many-Colored Land                                           | Das vielfarbene Land                                              |
| 1982   | Clifford D. Simak                     | Project Pope                                                    | Unternehmen Papst                                                 |
| 1981   | Joan D. Vinge                         | The Snow Queen                                                  | Die Schneekönigin                                                 |
| 1981   | Frederik Pohl                         | Beyond the Blue Event Horizon                                   | Jenseits des blauen Horizonts                                     |
| 1981   | Robert Silverberg                     | Lord Valentine's Castle                                         | Krieg der Träume                                                  |
| 1981   | Larry Niven                           | The Ringworld Engineers                                         | Die Ringwelt Ingenieure                                           |
| 1981   | John Varley                           | Wizard                                                          | Der Magier                                                        |
| 1980   | Arthur C. Clarke                      | The Fountains of Paradise                                       | Fahrstuhl zu den Sternen                                          |
| 1980   | Patricia A. McKillip                  | Harpist in the Wind                                             | Harfner im Wind                                                   |
| 1980   | Frederik Pohl                         | Jem                                                             | Jem – die Konstruktion einer Utopie                               |
| 1980   | Thomas M. Disch                       | On Wings of Song                                                | Auf Flügeln des Gesangs                                           |
| 1980   | John Varley                           | Titan                                                           | Der Satellit                                                      |
| 1970er |                                       |                                                                 |                                                                   |
| Jahr   | Autor                                 | Originaltitel                                                   | Deutsche Ausgabe                                                  |
| 1979   | Vonda N. McIntyre                     | Dreamsnake                                                      | Traumschlange                                                     |
| 1979   | Tom Reamy                             | Blind Voices                                                    | Blinde Stimmen                                                    |
| 1979   | C. J. Cherryh                         | The Faded Sun: Kesrith                                          | Kesrith – die sterbende Sonne                                     |
| 1979   | Anne McCaffrey                        | The White Dragon                                                | Der weiße Drache                                                  |
| 1979   | James Tiptree                         | Up the Walls of the World                                       | Die Feuerschneise                                                 |
| 1978   | Frederik Pohl                         | Gateway                                                         | Gateway                                                           |
| 1978   | George R. R. Martin                   | Dying of the Light                                              | Die Flamme erlischt                                               |
| 1978   | Marion Zimmer Bradley                 | The Forbidden Tower                                             | Der verbotene Turm                                                |
| 1978   | Larry Niven & Jerry Pournelle         | Lucifer's Hammer                                                | Luzifers Hammer                                                   |
| 1978   | Gordon R. Dickson                     | Time Storm                                                      | Sturm der Zeit                                                    |
| 1977   | Kate Wilhelm                          | Where Late the Sweet Birds Sang                                 | Hier sangen früher Vögel                                          |
| 1977   | Frank Herbert                         | Children of Dune                                                | Die Kinder des Wüstenplaneten                                     |
| 1977   | Frederik Pohl                         | Man Plus                                                        | Der Plus-Mensch                                                   |
| 1977   | Joe Haldeman                          | Mindbridge                                                      | Die Denkbrücke                                                    |
| 1977   | Robert Silverberg                     | Shadrach in the Furnace                                         | Schadrach im Feuerofen                                            |
| 1976   | Joe Haldeman                          | The Forever War                                                 | Der Ewige Krieg                                                   |
| 1976   | Alfred Bester                         | The Computer Connection                                         | Der Computer und die Unsterblichen                                |
| 1976   | Roger Zelazny                         | Doorways in the Sand                                            | Tore in der Wüste                                                 |
| 1976   | Larry Niven & Jerry Pournelle         | Inferno                                                         | Das zweite Inferno                                                |
| 1976   | Robert Silverberg                     | The Stochastic Man                                              | Der Seher                                                         |
| 1975   | Ursula K. Le Guin                     | The Dispossessed                                                | Planet der Habenichtse                                            |
| 1975   | Poul Anderson                         | Fire Time                                                       | Zeit des Feuers                                                   |
| 1975   | Philip K. Dick                        | Flow My Tears, the Policeman Said                               | Eine andere Welt                                                  |
| 1975   | Christopher Priest                    | The Inverted World                                              | Die Stadt                                                         |
| 1975   | Larry Niven & Jerry Pournelle         | The Mote In God's Eye                                           | Der Splitter im Auge Gottes                                       |
| 1974   | Arthur C. Clarke                      | Rendezvous with Rama                                            | Rendezvous mit 31/439                                             |
| 1974   | David Gerrold                         | The Man Who Folded Himself                                      | Zeitmaschinen gehen anders                                        |
| 1974   | Poul Anderson                         | The People of the Wind                                          | Terra gegen Avalon                                                |
| 1974   | Larry Niven                           | Protector                                                       | Der Baum des Lebens                                               |
| 1974   | Robert A. Heinlein                    | Time Enough for Love                                            | Die Leben des Lazarus Long                                        |
| 1973   | Isaac Asimov                          | The Gods Themselves                                             | Lunatico oder Die nächste Welt                                    |
| 1973   | Robert Silverberg                     | The Book of Skulls                                              | Bruderschaft der Unsterblichen                                    |
| 1973   | Clifford D. Simak                     | A Choice of Gods                                                | Die letzte Idylle                                                 |
| 1973   | Robert Silverberg                     | Dying Inside                                                    | Es stirbt in mir                                                  |
| 1973   | Poul Anderson                         | There Will Be Time                                              | Die Zeit wird kommen                                              |
| 1973   | David Gerrold                         | When Harlie Was One                                             | Ich bin Harlie                                                    |
| 1972   | Philip José Farmer                    | To Your Scattered Bodies Go                                     | Die Flusswelt der Zeit                                            |
| 1972   | Anne McCaffrey                        | Dragonquest                                                     | Die Suche der Drachen                                             |
| 1972   | Roger Zelazny                         | Jack of Shadows                                                 | Jack aus den Schatten                                             |
| 1972   | Ursula K. Le Guin                     | The Lathe of Heaven                                             | Die Geißel des Himmels                                            |
| 1972   | Robert Silverberg                     | A Time of Changes                                               | Zeit der Wandlungen                                               |
| 1972   | Robert Silverberg                     | The World Inside                                                | Ein glücklicher Tag im Jahr 2381                                  |
| 1971   | Larry Niven                           | Ringworld                                                       | Ringwelt                                                          |
| 1971   | Hal Clement                           | Star Light                                                      | Stützpunkt auf Dhrawn                                             |
| 1971   | Poul Anderson                         | Tau Zero                                                        | Universum ohne Ende                                               |
| 1971   | Robert Silverberg                     | Tower of Glass                                                  | Kinder der Retorte                                                |
| 1971   | Wilson Tucker                         | The Year of the Quiet Sun                                       | Das Jahr der stillen Sonne                                        |
| 1970   | Ursula K. Le Guin                     | The Left Hand of Darkness                                       | Winterplanet                                                      |
| 1970   | Norman Spinrad                        | Bug Jack Barron                                                 | Champion Jack Barron                                              |
| 1970   | Piers Anthony                         | Macroscope                                                      | Makroskop                                                         |
| 1970   | Kurt Vonnegut                         | Slaughterhouse-Five                                             | Schlachthof 5 oder Der Kinderkreuzzug                             |
| 1970   | Robert Silverberg                     | Up the Line                                                     | Zeitpatrouille                                                    |
| 1960er |                                       |                                                                 |                                                                   |
| Jahr   | Autor                                 | Originaltitel                                                   | Deutsche Ausgabe                                                  |
| 1969   | John Brunner                          | Stand on Zanzibar                                               | Morgenwelt                                                        |
| 1969   | Clifford D. Simak                     | The Goblin Reservation                                          | Die Kolonie der Kobolde                                           |
| 1969   | Samuel R. Delany                      | Nova                                                            | Nova                                                              |
| 1969   | R. A. Lafferty                        | Past Master                                                     | Astrobe, der goldene Planet                                       |
| 1969   | Alexei Panshin                        | Rite of Passage                                                 | Welt zwischen den Sternen                                         |
| 1968   | Roger Zelazny                         | Lord of Light                                                   | Herr des Lichts                                                   |
| 1968   | Chester Anderson                      | The Butterfly Kid                                               | Schmetterlingskind                                                |
| 1968   | Piers Anthony                         | Chthon                                                          | Chthon oder Der Planet der Verdammten                             |
| 1968   | Samuel R. Delany                      | The Einstein Intersection                                       | Einstein, Orpheus und andere                                      |
| 1968   | Robert Silverberg                     | Thorns                                                          | Der Gesang der Neuronen                                           |
| 1967   | Robert A. Heinlein                    | The Moon Is a Harsh Mistress                                    | Revolte auf Luna                                                  |
| 1967   | Samuel R. Delany                      | Babel-17                                                        | Babel-17                                                          |
| 1967   | Thomas Burnett Swann                  | Day of the Minotaur                                             | Die Stunde des Minotauren                                         |
| 1967   | Daniel Keyes                          | Flowers for Algernon                                            | Charly                                                            |
| 1967   | Randall Garrett                       | Too Many Magicians                                              | Komplott der Zauberer                                             |
| 1967   | James H. Schmitz                      | The Witches of Karres                                           |                                                                   |
| 1966   | Roger Zelazny                         | „...And Call Me Conrad“ (erweitert als Roman: This Immortal)    | Fluch der Unsterblichkeit                                         |
| 1966   | Frank Herbert                         | Dune                                                            | Der Wüstenplanet                                                  |
| 1966   | Robert A. Heinlein                    | The Moon Is a Harsh Mistress                                    | Revolte auf Luna                                                  |
| 1966   | Edward E. Smith                       | Skylark DuQuesne                                                | Die Skylark und der Kampf um die Galaxis                          |
| 1966   | John Brunner                          | The Squares of the City                                         | Die Plätze der Stadt                                              |
| 1965   | Fritz Leiber                          | The Wanderer                                                    | Wanderer im Universum                                             |
| 1965   | Edgar Pangborn                        | Davy                                                            | Davy                                                              |
| 1965   | Cordwainer Smith                      | The Planet Buyer                                                | Der Planetenkäufer                                                |
| 1965   | John Brunner                          | The Whole Man                                                   | Beherrscher der Träume                                            |
| 1964   | Clifford D. Simak                     | Here Gather the Stars (als Buch als Way Station erschienen)     | Raumstation auf der Erde                                          |
| 1964   | Kurt Vonnegut                         | Cat's Cradle                                                    | Katzenwiege                                                       |
| 1964   | Frank Herbert                         | Dune World                                                      |                                                                   |
| 1964   | Robert A. Heinlein                    | Glory Road                                                      | Straße des Ruhms                                                  |
| 1964   | Andre Norton                          | Witch World                                                     | Gefangene der Dämonen                                             |
| 1963   | Philip K. Dick                        | The Man in the High Castle                                      | Das Orakel vom Berge                                              |
| 1963   | Arthur C. Clarke                      | A Fall of Moondust                                              | Im Mondstaub versunken                                            |
| 1963   | H. Beam Piper                         | Little Fuzzy                                                    | Der kleine Fuzz                                                   |
| 1963   | Marion Zimmer Bradley                 | The Sword of Aldones                                            | Das Schwert des Aldones                                           |
| 1963   | Vercors                               | Sylva                                                           | Sylva oder wie der Geist über die Füchsin kam                     |
| 1962   | Robert A. Heinlein                    | Stranger in a Strange Land                                      | Fremder in einer fremden Welt                                     |
| 1962   | Daniel F. Galouye                     | Dark Universe                                                   | Dunkles Universum                                                 |
| 1962   | Clifford D. Simak                     | The Fisherman (als Buch Time Is the Simplest Thing erschienen)  | Die unsichtbare Barriere                                          |
| 1962   | James White                           | Second Ending                                                   | Herr der Roboter                                                  |
| 1962   | Harry Harrison                        | Sense of Obligation (als Buch Planet of the Damned erschienen), | Retter einer Welt                                                 |
| 1961   | Walter M. Miller, Jr.                 | A Canticle for Leibowitz                                        | Lobgesang auf Leibowitz                                           |
| 1961   | Harry Harrison                        | Deathworld                                                      | Die Todeswelt                                                     |
| 1961   | Poul Anderson                         | The High Crusade                                                | Kreuzzug nach fremden Sternen                                     |
| 1961   | Algis Budrys                          | Rogue Moon                                                      | Projekt Luna                                                      |
| 1961   | Theodore Sturgeon                     | Venus Plus X                                                    | Venus plus X                                                      |
| 1960   | Robert A. Heinlein                    | Starship Troopers                                               | Sternenkrieger                                                    |
| 1960   | Gordon R. Dickson                     | Dorsai! (Buchtitel: The Genetic General)                        | Söldner der Galaxis                                               |
| 1960   | Murray Leinster                       | The Pirates of Ersatz (Buchtitel: The Pirates of Zan)           | Piratenflotte über Darth                                          |
| 1960   | Kurt Vonnegut                         | The Sirens of Titan                                             | Die Sirenen des Titan                                             |
| 1960   | Randall Garrett & Laurence M. Janifer | That Sweet Little Old Lady (Buchtitel: Brain Twister)           | Die Lady mit dem sechsten Sinn                                    |
| 1950er |                                       |                                                                 |                                                                   |
| Jahr   | Autor                                 | Originaltitel                                                   | Deutsche Ausgabe                                                  |
| 1959   | James Blish                           | A Case of Conscience                                            | Der Gewissensfall                                                 |
| 1959   | Robert A. Heinlein                    | Have Space Suit -- Will Travel                                  | Die Invasion der Wurmgesichter                                    |
| 1959   | Robert Sheckley                       | Immortality, Inc                                                | Lebensgeister-GmbH                                                |
| 1959   | Poul Anderson                         | The Enemy Stars                                                 | Die Söhne der Erde                                                |
| 1959   | Algis Budrys                          | Who?                                                            | Zwischen zwei Welten                                              |
| 1958   | Fritz Leiber                          | The Big Time                                                    | Eine tolle Zeit / Eine große Zeit                                 |
| 1957   | Nicht vergeben                        |                                                                 |                                                                   |
| 1956   | Robert A. Heinlein                    | Double Star                                                     | Ein Doppelleben im Kosmos                                         |
| 1955   | Mark Clifton & Frank Riley            | They'd Rather Be Right (auch: The Forever Machine)              | Computer der Unsterblichkeit                                      |
| 1954   | Nicht vergeben                        |                                                                 |                                                                   |
| 1953   | Alfred Bester                         | The Demolished Man                                              | Sturm aufs Universum : Ein utopischer Kriminalroman               |